# Jacques Foix
Jacques Foix (Mont-de-Marsan, 1930. november 26. – Dax, 2017. június 14.) válogatott francia labdarúgó, csatár, edző.

## Pályafutása
1951 és 1953 között a Racing Paris, 1953 és 1956 között a Saint-Étienne labdarúgója volt. 1956 és 1961 között az OGC Nice csapatában szerepelt és tagja volt az 1958–59-es bajnokcsapatnak. Az 1961–62-es  idényben a Toulouse FC játékosa volt. Majd visszatér a Saint-Étiennehez, ahol az 1963–64-es szezonban ismét bajnok lett.
1953 és 1956 között hét alkalommal szerepelt a francia válogatottban és három gólt szerzett.
1964 és 1976 között a Stade montois, 1981-82-ben a Pau FC vezetőedzője volt.

## Sikerei, díjai
OGC Nice
- Francia bajnokság
  - bajnok: 1958–59

 AS Saint-Étienne
- Francia bajnokság
  - bajnok: 1963–64